# Lasippa hegesias
Lasippa hegesias är en fjärilsart som beskrevs av Hans Fruhstorfer 1913. Lasippa hegesias ingår i släktet Lasippa och familjen praktfjärilar. Inga underarter finns listade i Catalogue of Life.